# Gebhard de Lotaríngia
Gebhard de Lotaríngia, també esmentat com Gebhard de Lahngau o de Wetterau (mort el 22 de juny de 910), fou comte al Wetterau, i després duc de Lotaríngia. Era fill d'Udó († 879) (comte al Lahngau que després fou el marquès Udó de Nèustria a França) i germà de Conrad el Vell († 906), comte de Lahngau i duc de Turíngia; de Eberard duc de Francònia († 939) i de Rudolf († 908), bisbe de Würzburg.
Fou inicialment comte al Wetterau i al Rheingau. El 903 el rei d'Alemanya, Lluís IV l'Infant, li va concedir el govern de Lotaríngia, i li va acordar el títol de duc. Va exercir fins a la seva mort i llavors el títol va quedar vacant.
Es va casar amb Ida de la que va tenir dos fills:
- Herman († 949), que va rebre el 926 el ducat de Suàbia, i la filla del qual, Ida, es va casar amb Luidolf, fill d'Otó I
- Udó (Odon) († 949), comte al Wetterau, al Lahngau i al Rheingau, casat amb Cunegunda, filla d'Heribert I de Vermandois.

## Nota
1. ↑  MGH Diplomata L.d.K., 125: Kebehart dux regni quod a multis Hlotharii dicitur